# Календарные сутки
Календа́рные су́тки (русское обозначение: сут; международное: d) — внесистемная единица, равная 86 400 секундам СИ.
Таким образом, календарные сутки состоят из 24 часов или 1440 минут. Также с учётом того, что секунда СИ равна 9 192 631 770 периодам излучения, соответствующего переходу между двумя сверхтонкими уровнями основного состояния атома цезия-133, календарные сутки равны 794 243 384 928 000 таким периодам.
Календарные сутки являются основной единицей измерения монотонного астрономического календаря JD — юлианской даты. выражающейся в сутках, прошедших с гринвичского полудня понедельника, 1 января 4713 года до н. э.
Началом календарных суток в большинстве стран сейчас считается полночь. В астрономических расчётах, в частности при использовании юлианского дня, принято использовать как точку отсчёта полдень. При таком подходе один период астрономических наблюдений, проводящихся как правило ночью, попадает целиком на одни сутки, в то время как для измерения обычной человеческой жизнедеятельности, период активности которой попадает на день, удобнее отсчитывать сутки от полуночи.
Для того чтобы чётче отделить календарные сутки от других суток, в международных обозначениях, наряду с обозначением «d» также используется обозначение «Natural day».